# 866 Fatme
866 Fatme este o planetă minoră ce orbitează Soarele, descoperită de Max Wolf pe 25 februarie 1917.